# Austromyrtus luteoviridis
Austromyrtus luteoviridis là một loài thực vật có hoa trong Họ Đào kim nương. Loài này được (Baker f.) Burret mô tả khoa học đầu tiên năm 1941.